# Cryptocanthon solisi
Cryptocanthon solisi är en skalbaggsart som beskrevs av Cook 2002. Cryptocanthon solisi ingår i släktet Cryptocanthon och familjen bladhorningar. Inga underarter finns listade i Catalogue of Life.